# Cantharocybe
Cantharocybe is een geslacht van schimmels behorend tot de familie Hygrophoraceae. De typesoort is Cantharocybe gruberi.

## Soorten
Volgens Index Fungorum telt het geslacht drie soorten (peildatum december 2021):
| Soortnaam                    | Auteur(s)                           | Publicatiejaar |
| ---------------------------- | ----------------------------------- | -------------- |
| Cantharocybe brunneovelutina | Lodge, Ovrebo & Aime                | 2011           |
| Cantharocybe gruberi         | (A.H. Sm.) H.E. Bigelow & A.H. Sm.  | 1973           |
| Cantharocybe virosa          | (Manim. & K.B. Vrinda) T.K.A. Kumar | 2013           |